# Descomposició de Schur
En la disciplina matemàtica de l'àlgebra lineal, la descomposició de Schur o triangulació de Schur és una descomposició de matrius. Rep aquest nom pel matemàtic Issai Schur.

## Enunciat
La descomposició de Schur té el següent enunciat: si A és una matriu quadrada n×n a entrades complexes, llavors A es pot expressar com
{\displaystyle A=QUQ^{-1}}
on Q és una matriu unitària (de tal manera que la seva inversa Q−1 és també la seva transposada conjugada Q* de Q), i U és una matriu triangular superior, anomenada forma de Schur de A. Com que U és semblant a A, té el mateix multiconjunt de valors propis, i com que és triangular, aquests valors propis són precisament les entrades de la diagonal de U.
La descomposició de Schur implica que existeix una seqüència imbricada de subespais invariants per A: {0} = V0 ⊂ V1 ⊂ ... ⊂ Vn = ℂn, i que existeix una base ortonormal (per la forma hermítica estàndard de ℂn), tals que els primers i vectors de la base generen els Vi, amb i a la seqüència imbricada. Reformulat d'una altra manera, la primera part ens diu que una aplicació lineal J sobre un espai vectorial complex de dimensió finita estabilitza una bandera completa (V1,...,Vn).

## Demostració
Vegem-ne ara una demostració constructiva: tot operador A sobre un espai vectorial complex de dimensió finita té un valor propi λ, corresponent a un espai propi Vλ. Sigui Vλ⊥ el seu complement ortogonal. És senzill veure que, respecte a aquesta descomposició ortogonal, A té la representació (hom pot escollir bases ortonormals qualssevol que generin Vλ i Vλ⊥ respectivament)
{\displaystyle A={\begin{bmatrix}\lambda \,I_{\lambda }&A_{12}\\0&A_{22}\end{bmatrix}}:{\begin{matrix}V_{\lambda }\\\oplus \\V_{\lambda }^{\perp }\end{matrix}}\rightarrow {\begin{matrix}V_{\lambda }\\\oplus \\V_{\lambda }^{\perp }\end{matrix}}}
on Iλ és l'operador identitat a Vλ. La matriu anterior seria triangular superior excepte pel bloc A22. Però podem seguir el mateix procediment per la submatriu A22, vista com un operador sobre Vλ⊥, i les seves submatrius. Continuem successivament n cops. Així, esgotarem l'espai ℂn i el procediment ens donarà el resultat desitjat.
Podem reformular lleugerament l'argument anterior d'aquesta manera: sigui λ un valor propi de A, corresponent a un espai propi Vλ. A indueix un operador T en l'espai vectorial quocient ℂn mòdul Vλ. Aquest operador és precisament la submatriu A22 que hem vist abans. Anàlogament, T tindria un espai propi, diem-ne Wμ ⊂ ℂn mòdul Vλ. Notem que l'antiimatge de Wμ per l'aplicació quocient és un subespai invariant de A que conté Vλ. Continuem fins que l'espai quocient resultant tingui dimensió 0. Aleshores, les successives antiimatges dels espais propis que hem trobat en cada pas formen una bandera estabilitzada per A.

## Aplicacions
Algunes aplicacions a la Teoria de Lie són:
- Qualsevol operador invertible està contingut en un grup de Borel.
- Qualsevol operador fixa un punt de la varietat de banderes.

## Descomposició de Schur generalitzada
Donades dues matrius quadrades A i B, la descomposició de Schur generalitzada descompon ambdues matrius com {\displaystyle A=QSZ^{*}} i {\displaystyle B=QTZ^{*}}, on Q i Z són matrius unitàries, i S i T son triangulars superiors. També es diu que la descomposició de Schur generalitzada és la descomposició QZ.
Els valors propis generalitzats {\displaystyle \lambda } que són solució del problema generalitzat dels valors propis {\displaystyle Ax=\lambda Bx} (on x és un vector desconegut no-nul) es poden calcular com el quocient dels elements de la diagonal de S entre els de T. És a dir, usant subíndexs per indicar elements de matrius, l'i-sim valor propi generalitzat {\displaystyle \lambda _{i}} satisfà {\displaystyle \lambda _{i}=S_{ii}/T_{ii}}.